# 目黑區
目黑区（日语：／ Meguro ku */?）是日本東京都下轄的特別區之一。

## 概要
東京23區西南部。主要為住宅區。

## 人口
| 目黑區人口分布圖 |                                               |  |
| 目黑區與日本全國年齡別人口分布比較圖 （2005年資料） | 目黑區的年齡、男女別人口分布圖 （2005年資料） |  |
| ■紫色是目黑區 ■綠色是全国 | ■藍色是男性 ■紅色是女性                       |  |
| 目黑區人口變化 \| 1970年 \| 295,612人 \| \| \| 1975年 \| 285,003人 \| \| \| 1980年 \| 273,791人 \| \| \| 1985年 \| 269,166人 \| \| \| 1990年 \| 251,222人 \| \| \| 1995年 \| 243,100人 \| \| \| 2000年 \| 250,140人 \| \| \| 2005年 \| 264,064人 \| \| \| 2010年 \| 268,330人 \| \| \| 2015年 \| 277,622人 \| \| \| 2020年 \| 288,088人 \| \| |                                               |  |
| 資料來源：日本總務省統計中心提供之人口普查數據 |                                               |  |
| 1970年 | 295,612人                                     |  |
| 1975年 | 285,003人                                     |  |
| 1980年 | 273,791人                                     |  |
| 1985年 | 269,166人                                     |  |
| 1990年 | 251,222人                                     |  |
| 1995年 | 243,100人                                     |  |
| 2000年 | 250,140人                                     |  |
| 2005年 | 264,064人                                     |  |
| 2010年 | 268,330人                                     |  |
| 2015年 | 277,622人                                     |  |
| 2020年 | 288,088人                                     |  |

### 日夜間人口
2005年夜間人口（居住者）為248,749人，區外通勤者與通學生、居住者在內的區內日間人口為271,320人，是夜間人口的1.091倍。

## 地理
南北較長。面積在東京23區中是比較小的特別區。

### 河川、水路、池
目黑區內有以下5條二級河川：
- 目黑川
- 蛇崩川（日语：蛇崩川）
- 立會川（日语：立会川）
- 呑川
  - 柿之木坂支流
  - 駒澤支流
- 九品佛川

水池：
- 碑文谷池 - 碑文谷公園內
- 清水池 - 清水池公園內

## 歷史
近世以前
- 9世紀左右，大鳥神社、目黑不動、法眼寺創建。

近世
- 江戶時代是孟宗竹產地。

近、現代
- 1874年 八雲小學校設置
- 1896年 啤酒工場開場
- 1907年 目黑競馬場開設
- 1927年 東急東横線開通
- 1933年 目黑競馬場廢止
- 1994年 依據防衛廳移轉計畫，統合幕僚學校、三自衛隊幹部學校移駐，目黑駐屯地開設
- 2003年 - 「目黑區禁止亂丟垃圾條例」（目黒区ポイ捨てなどのないまちをみんなでつくる条例）制定。

區沿革
- 1867年 屬武藏知縣事管轄地。
- 1869年 屬品川縣
- 1871年 屬東京府
- 1889年5月1日 荏原郡三田村、上目黑村、中目黑村、下目黑村合併成立目黑村，碑文谷村、衾村合併成立碑衾村
- 1922年12月1日 荏原郡目黑村改為荏原郡目黑町
- 1927年4月1日 荏原郡碑衾村改為荏原郡碑衾町
- 1932年10月1日 目黑町與碑衾町合併成立東京市目黑區
- 1936年 區役所遷往中央町二丁目
- 2003年1月6日 區役所遷往上目黑二丁目

### 區內史蹟
- 東山貝塚遺跡

## 地域

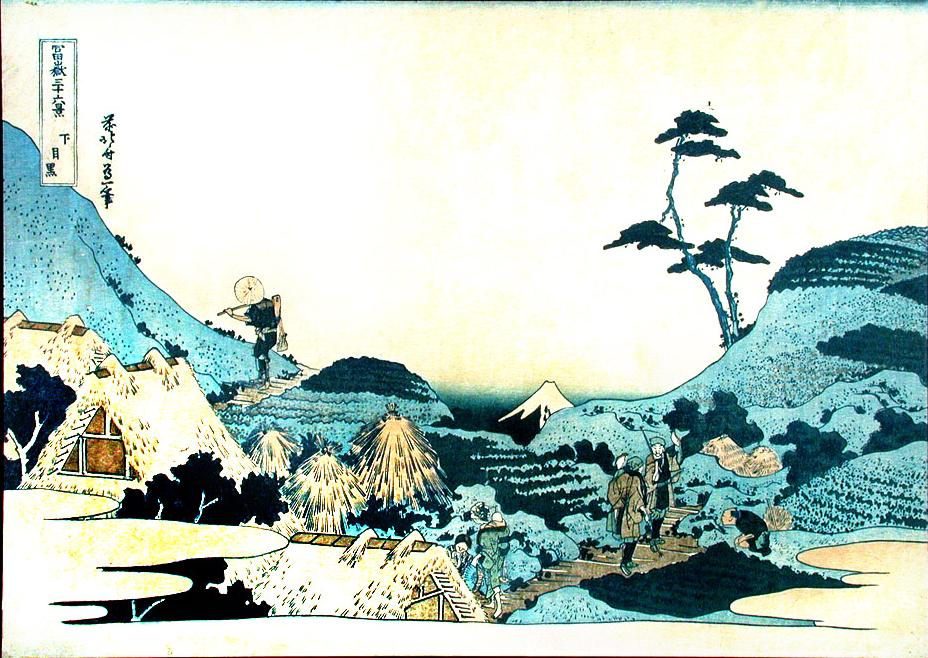
下目黑（葛飾北齋『富嶽三十六景』）

區內町丁數88，是東京23區中第六少的特別區。

### 北部
駒場、大橋、青葉台、東山

### 東部
上目黑、中目黑、目黑、下目黑、三田、祐天寺

### 中央部
五本木、中央町、鷹番、中町、碑文谷、目黑本町、原町、洗足、南

### 西部
東丘、八雲、柿之木坂

### 南部
平町、中根、自由之丘、綠丘、大岡山

### 近邻行政区
- 東北 - 澀谷区
- 西 - 世田谷区
- 南 - 大田区
- 西南 - 品川区

## 區政

### 區長
- 青木英二
  - 2004年4月25日就任，2008年連任。2012年三度當選。任期至2016年4月24日

### 區議會
- 議員：36名
- 任期：2011年5月1日 - 2015年4月30日

| 議長         | 副議長     |
| ------------ | ---------- |
| 伊藤よしあき | 關けんいち |

#### 會派構成
（2012年5月21日）
| 會派名               | 略稱 | 席次 | 幹事長       | 副幹事長           |
| -------------------- | ---- | ---- | ------------ | ------------------ |
| 自由民主黨目黑區議團 | 自民 | 14   | 橋本欣一     | 佐藤昇，おのせ康裕 |
| 公明黨目黑區議團     | 公明 | 6    | 武藤まさひろ | 山宮きよたか       |
| 刷新目黑             | 刷新 | 5    | 木村洋子     | 香野あかね         |
| 日本共產黨目黑區議團 | 共產 | 4    | 岩崎ふみひろ | 石川恭子           |
| 無所署、目黑獨步之會 | 独歩 | 3    | 坂本史子     | 須藤甚一郎         |
| 眾人之黨目黑區議團   | みん | 3    | 秋元かおる   | 伊賀やすお         |
| 無                   | 無   | 1    |              |                    |

### 友好都市
- 北京市東城區（舊崇文區）
- 宮城縣角田市
- 宮城縣氣仙沼市
  - 2010年9月18日締結。因秋刀魚（氣仙沼是一大產地，東京目黑區是落語演目「目黑的秋刀魚」由來）而締結友好都市協定。東日本大震災時，目黑區開設「友好都市、氣仙沼市被災募金」，雙方關係深厚。[3]

## 國政、都政

### 國政
在日本眾議院小選區制選舉中，本區與世田谷區東南部（世田谷區下馬、上馬、奧澤、九品佛、上野毛、深澤城市規劃出張所以及用賀、等等力出張所管轄地區）屬東京都第5區。
- 2009年8月（第45屆日本眾議院議員總選舉）
  - 手塚仁雄（民主黨）

### 都政
本區為單一選舉區。席次3席。
- 2013年6月
  - 齋藤泰宏（公明）
  - 栗山芳士（自民）
  - 鈴木隆道（自民）

## 產業

### 目黑區主要企業
| - 東急車站零售服務本社 - 東急Store本社 - 東急TRANSSÉS本社 - 東急巴士本社 - TOPTOUR本社 - ORION TOUR本社 - Oakla出版本社 - Vithmic、Vithmic Model Agency（藝能經紀公司） - 日本Illums本社 - 威泰克斯（Vertex Standard）本社 - PASCO（航空測量）本社 - 藝映（藝能事務所） - 佐久間製菓本社 - SPIC INTERNATIONAL本社 - 田邊經紀（藝能經紀公司） - 日本瑪氏食品本社 - 紀伊國屋書店本社 - 唐吉訶德（折扣商店）本社 - Stanley Electric本社 - 目黑雅敘園本社 - 龜屋萬年堂本社 - 生島企劃室（藝能經紀公司） - 伊藤忠ENEX本社 | - 日本亞馬遜本社 - 日本華特迪士尼本社 - V-CUBE本社 - i2 Technologies日本本社、JDI Software日本本社 - ADVANTAGE Risk Management本社 - 日本達能本社 - FORUM 8本社 - Monolith Soft本社 - 日本哈根達斯本社 - 日本啤酒本社 - Horipro本社 - BACCARAT （藝能事務所） - PRIME（藝能經紀公司） - 牧野機床本社 - 若築建設本社 - LesPros（藝能事務所） - 日本聯合利華本社 - 日本諾基亞本社 - 博水社本社 - 貓出版社本社 |

## 交通

### 道路
一般道路
放射道路
北側起
- 玉川通（國道246號）
- 駒澤通（東京都道416號古川橋二子玉川線）
- 目黑通（東京都道312號白金台町等等力線）

環狀道路
都心側起
- 舊山手通（東京都道317號環狀六號線支線）
- 山手通（東京都道317號環狀六號線）
- 26號線通、三宿通（東京都道420號鮫洲大山線）
- 環七通（東京都道318號環狀七號線）
- 自由通（東京都道426號上馬奧澤線）

高速道路
- 首都高速道路3號澀谷線

### 鐵路
目黑區的鐵路車站數在23區中最少。
京王電鐵
- 井之頭線：駒場東大前站

東急電鐵
- 東橫線：中目黑站 - 祐天寺站 - 學藝大學站 - 都立大學站 - 自由丘站
- 大井町線：自由丘站 - 綠丘站
- 目黑線：洗足站
- 田園都市線：池尻大橋站

東京地下鐵
- 日比谷線：中目黑站

- 目黑站（JR山手線、東急目黑線、南北線、三田線）位於品川區內，但鄰近目黑區。山手線通過區內（三田一丁目）但不設站。
- 池尻大橋站（東急田園都市線）的站名來自世田谷區池尻與目黑區大橋的合併，車站所在地則是世田谷區。不過站內的一部分屬於目黑區。
- 大岡山站（東急目黑線、大井町線）的站名採用來自目黑區地名，車站所在地則是大田區。站內的一部分屬於目黑區。
- 其他可以使用、鄰近目黑區邊界的車站（都在徒步5分鐘）如下述。
  - 東急目黑線：不動前站、武藏小山站、西小山站（都位於品川區。西小山站車站一側是目黑區界）、奥澤站（世田谷區）
  - 東急田園都市線：駒澤大學站（世田谷區）
  - 東急大井町線：九品佛站（世田谷區）、北千束站（大田區）
  - 京王井之頭線：神泉站（澀谷區）

### 巴士
- 東急巴士
- 小田急城市巴士（僅下61系統）

2013年4月1日起為23區唯一都營巴士未運行的地區。

## 教育

### 學校

#### 大学
- 东京大学驹场校區
- 东京工业大学大冈山校區
- 產業能率大學代官山校區

#### 中等教育學校
- 都立、公立
  - 櫻修館中等教育學校

#### 高校
- 都立、公立
  - 目黑高等學校
  - 駒場高等學校
  - 藝術高等學校
  - 國際高等學校

- 私立
  - 日出高等學校
  - 常磐松學園高等學校
  - 東京學園高等學校
  - 日本工業大學駒場高等學校
  - 多摩大學目黑高等學校
  - 八雲學園高等學校
  - 目黑學院高等學校
  - 自由之丘學園高等學校

#### 專門學校
- Gregg外語專門學校　自由之丘校
- 東京染色美術專門學校
- ICS藝術學校
- Le'cole Vantan 東京校
- 日本書道專門學校
- 學校法人 杉野學園 裁縫學院

#### 中學
- 私立
  - 常磐松學園中學校
  - 八雲學園中學校
  - 日出中學校
  - 目黑學院中學校
- 公立

| - - 目黑區立第一中學校 - 目黑區立第三中學校 - 目黑區立第四中學校 - 目黑區立第七中學校 | - - 目黑區立第八中學校 - 目黑區立第九中學校 - 目黑區立第十中學校 - 目黑區立第十一中學校 - 目黑區立東山中學校 - 目黑區立目黑中央中學校 |

#### 小學校
| - 目黑星美學園小學校 - 常磐松學園小學校 - 八雲小學校 - 菅刈小學校 - 下目黑小學校 - 碑小學校 - 中目黑小學校 - 大岡山小學校 | - 油面小學校 - 烏森小學校 - 向原小學校 - 五本木小學校 - 鷹番小學校 - 田道小學校 - 月光原小學校 - 駒場小學校 | - 綠丘小學校 - 原町小學校 - 不動小學校 - 上目黑小學校 - 東根小學校 - 中根小學校 - 宮前小學校 - 東山小學校 |

### 相關設施

#### 圖書館
八雲中央、大橋、中目黑站前、目黑區民中心、守屋、目黑本町、洗足、綠丘等八座區立圖書館。

#### 美術館、博物館
- 目黑區美術館
- 目黑寄生蟲館

## 設施
防衛省目黑地區
- 目黑柿館（目黑區民校園）
- 中目黑GTPlaza Hall

東京消防廳
- 目黑消防署（下目黑6-1-22）特別救助隊、救急隊２
  - 中目黑出張所（上目黑2-9-14）救急隊無
  - 碑文谷出張所（碑文谷2-11-14）特別消火中隊、救急隊無
  - 八雲出張所（八雲3-29-14）救急隊無
  - 大岡山出張所（大岡山1-37-15）救急隊１

### 醫院
- 國立醫院機構東京醫療中心（東丘2-5-1）
- 總合醫院厚生中央醫院（三田1-11-7）
- 東京共濟醫院（中目黑2-3-8）
- 東邦大學醫療中心大橋醫院（大橋2-17-6）
- 三宿醫院（上目黑5-33-12）

### 公園

#### 都立公園
- 駒澤奧林匹克公園
- 林試之森公園

#### 區立公園
| 區民公園 - 碑文谷公園 - 駒場公園 - 駒場野公園 | 地域公園 - 西鄉山公園 - 菅刈公園 - 中目黑公園 - 清水池公園 - 中根公園 - 衾町公園 - 東山公園 | 都市緑地 - 雀之宿綠地公園 |

## 神社、寺、教會

### 神社
- 大鳥神社
- 中目黑八幡神社
- 上目黑氷川神社
- 天祖神社
- 八雲冰川神社
- 碑文谷八幡宮
- 熊野神社
- 烏森稻荷神社
- 十日森神社

- 大鳥神社
- 中目黑八幡神社
- 碑文谷八幡宮

### 寺
- 目黑不動（瀧泉寺）
五色不動之一。
- 祐天寺
- 圓融寺
- 寿福寺

### 教會

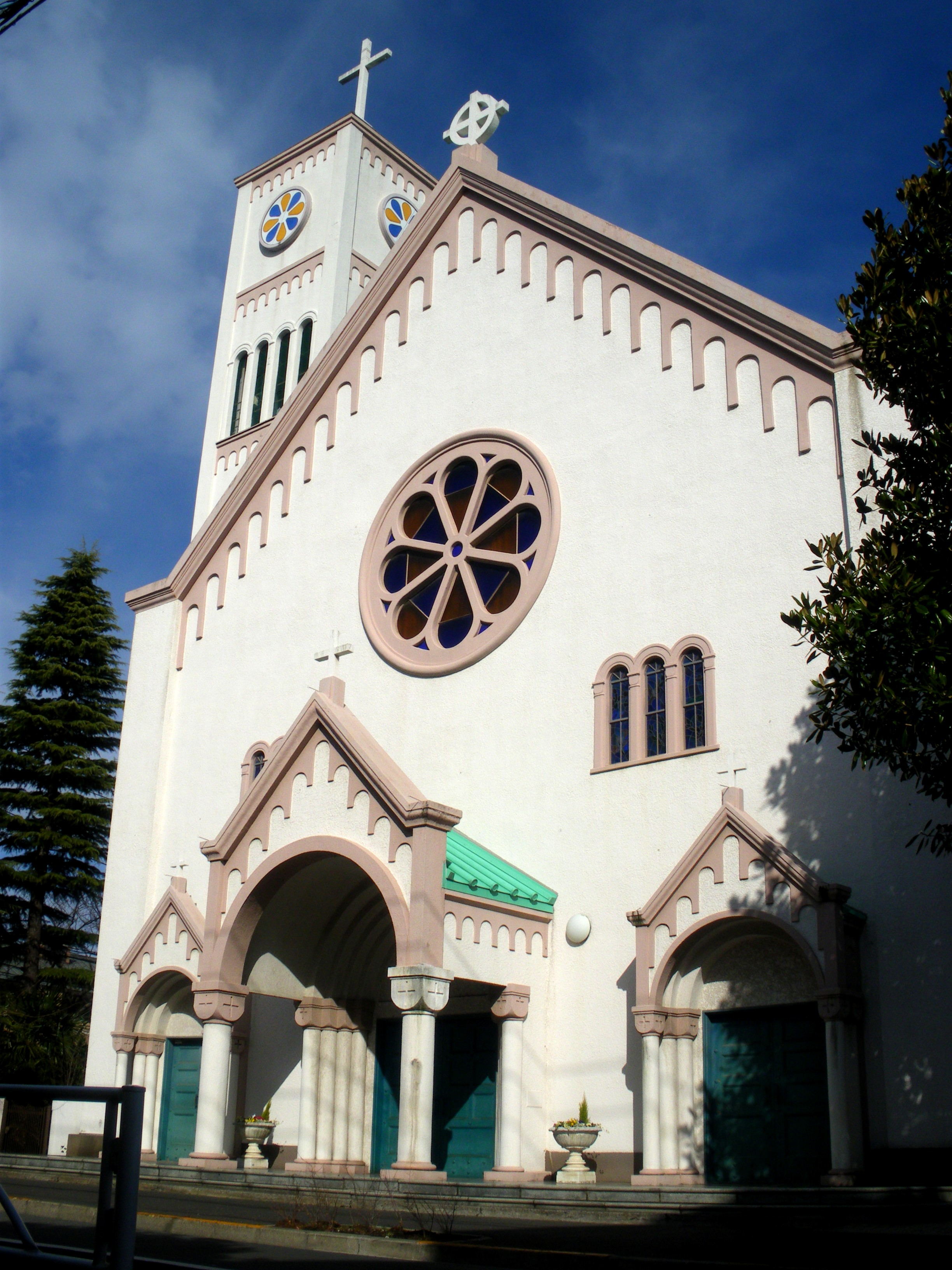
カトリック碑文谷教會

- 天主教碑文谷教會

愛稱「慈幼教會」，是多位名人的結婚式場地。

## 外国设施
目黑区内設有诸多国家的大使馆，以非洲國家為大宗，僅次於港區。
- 大使馆
  -  孟加拉國（目黑）
  -  烏茲別克（下目黑）
  -  吉爾吉斯（下目黑）
  -  波蘭（三田）
  -  阿爾及利亞（三田）
  -  埃及（青葉台）
  -  肯亞（八雲）
  -  吉布地（下目黑）
  -  乌干达（碑文谷）
  -  奈及利亞（下目黑）
  -  加彭（東丘）
  -  塞內加爾（青葉台）
  -  古巴（下目黑）
  -  哈薩克（碑文谷）
- 大使館以外的設施
  -  冰島名誉總領事館（中目黑）

## 出身者

### 藝能人
- 德光和夫（主持人）
- 秋元康（作詞家）
- 小山田圭吾（音樂家）
- 山本麻里安（聲優）
- 寺尾聰（演員）
- 佐藤隆太（演員）
- miwa（創作歌手）
- 櫻井浩子（女演員）

### 其他
- 野村克則（職業棒球選手）

## 相關人物

### 皇族
- 皇太子妃雅子（出生於東京都港區）

### 居住者
- 王貞治（前職業棒球選手、目黑區名譽區民）
- 町村信孝（政治家）
- 塔摩利（藝人）
- 原辰徳（職業棒球監督）
- 木村拓哉（藝人）
- 瑛太（演員）
- 名倉潤（搞笑藝人）
- 藤山一郎（歌手、目黑區名譽區民）
- 美空雲雀（歌手）

## 車牌號碼
目黑區屬品川號碼（東京運輸支局本廳舍）。
品川號碼區域
- 中央區、千代田區、港區、品川區、目黑區、大田區、世田谷區、澀谷區與島嶼部 （页面存档备份，存于）。

## 其他
- 目黑地名的由來眾說紛紜，尚未釐清。參考連結
- 「目黑區秋刀魚祭」是以落語「目黑的秋刀魚」所命名的活動，每年在品川區目黑站附近舉行。

## 備註
1. ↑  東京都編集『東京都の昼間人口2005』平成20年発行128,129ページ　国勢調査では年齢不詳のものが東京都だけで16万人いる。上のグラフには年齢不詳のものを含め、昼夜間人口に関しては年齢不詳の人物は数字に入っていないので数字の間に誤差は生じる
2. ↑  典拠、東京都総務局統計部人口統計課　編集・発行「住民基本台帳による東京都の世帯と人口」平成22年1月分、平成22年3月発行、P.22より
3. ↑  . （公式ウェブサイト）. 目黑區.   [2012-07-09]. （原始内容存档于2021-02-14）.